# Ana Juan
Ana Juan, née en 1961 à Valence est une artiste peintre, illustratrice, sculptrice, dessinatrice de bandes dessinées et écrivaine espagnole.

## Biographie
Elle suit des études et est diplômée de la Faculté des Arts de l’Université Polytechnique de Valence. Elle débute professionnellement dans le Madrid des années 1980, en pleine movida. Elle collabore aux revues La Luna de Madrid et Madriz. Elle y publie des romans graphiques et illustre des scénarios par d'autres auteurs.
En 1991 elle vit à Paris et expose ses peintures à Genève et à New York; en 1994 elle part pour un séjour de trois mois au Japon grâce à une bourse offerte par la maison d'éditions Kodansha. En 1995 elle commence à collaborer avec The New Yorker pour qui elle réalise plus de 20 couvertures, dont “Solidarité”, créée en l'occasion de l'attentat contre l'hebdomadaire satirique français Charlie Hebdo.
Elle travaille aussi avec El País et Los Angeles Times et illustre nombreuses couvertures pour les romans de Isabel Allende publiés chez Plaza & Janés (Penguin Random House), dont: Portrait sépia, Eva Luna, El cuaderno de Maya, De amor y de sombra.
En 2017 elle a obtenu le privilège d'illustrer l'édition espagnole du récit de Stephen King L'Homme au costume noir (El hombre del traje negro, Nørdica Libros, 2017).
Elle pratique régulièrement la peinture, la sculpture, réalise des sérigraphies, des affiches. Depuis 2002 elle illustre des livres pour les enfants et les adultes, avec une prédilection pour les "mondes obscures" et les images en noir et blanc.
Grâce à son œuvre multiforme, elle obtient en 2010 le prestigieux Prix national de l'illustration du Ministère de la Culture espagnol.
Elle est autrice et illustratrice de plusieurs livres, réalisés souvent en collaboration avec Matz Mainka, et publiés en Italie par #logosedizioni.

## Prix et distinctions
- Meilleure couverture de l’an, Salón del Comic Barcelona 1984, Revista MADRIZ no 3
- Trofeo Laus pour la meilleure illustration commerciale 1988, Paga tú
- Médaille d’argent catégorie illustration, Society of Newspaper Design, USA 1995, Art and Illustration portfolio
- Médaille d’or catégorie illustration, Society of Newspaper Design, USA 1996
- Médaille d’argent catégorie illustration, Society of Newspaper Design, USA 1996
- Prix d’excellence, Society of Newspaper Design, USA 1996, Art and Illustration portfolio / Two or more colors
- Médaille d’or catégorie illustration, Society of Newspaper Design, USA 1997
- Médaille d’argent catégorie illustration, Society of Newspaper Design, USA 1997
- Prix d’excellence, Society of Newspaper Design, USA 1997, Art and Illustration portfolio / Two or more colors
- Médaille d’or catégorie illustration, Society of Newspaper Design, USA 1998
- Médaille d’argent catégorie illustration, Society of Newspaper Design, USA 1998
- Prix d’excellence, Society of Newspaper Design, USA 1998, Art and Illustration portfolio / Two or more colors
- Premio de la Conselleria de Cultura Educació i Ciència de la Generalitat Valenciana pour le meilleur livre illustré 2001, Snowhite, Edicions de Ponent[9]
- Prix Ezra Jack Keats, USA 2005, The Night Eater, Arthur Levine Books[10]
- Premio Junceda de Ilustración categoría Junceda Iberia 2007, For You Are a Kenyan Child, Simon & Schuster
- Prix pour le meilleur livre publié dans la Communauté valencienne, catégorie meilleur livre publié en castillan 2007-2008, Demeter, Edicions de Ponent
- Mention du Premio CCEI de Ilustración 2009, Bibi y las bailarinas, Alfaguara
- Prix national d'Illustration du Ministère de la Culture d’Espagne 2010[11]
- Médaille Sant Carles, Faculté de Beaux-Arts, Valencia 2012[12]
- Premio ADCV ORO, catégorie “nouveaux médias: installations” 2017, pour l’exposition interactive “Ana Juan. Dibujando al otro lado”
- Premio ADCV ORO, catégorie “nouveaux médias: gaming” 2017, pour le projet “Earthland, Snowhite’s Mystery Tale”[13]
- Premio Gràffica 2020[14]

## Expositions personnelles
- 1988, Galerie Notuno, Genève
- 1989, Galería Mama Graf, Sevilla
- 1992, Obra Gráfica – Galería del Progreso, Madrid
- 1992, A Day Off – 121 Greene Street Gallery, New York
- 1993, Obra Gráfica – Galería Viciana, Valencia
- 1993, Obra Gráfica – Galería Jordi Barnadas, Barcelona
- 1994, Art Miami, 121 Greene Street Gallery, New York
- 1997, Ilustraciones – Galería Taller Mayor 28, Madrid
- 1997, El final del verano – Galería Tiempos Modernos, Madrid
- 1998, Escultura – Galería Tiempos Modernos, Madrid
- 1999, Galería Sen, Madrid
- 2005, Cor i foscor – Ana Juan 1985-2005, Casal Solleric, Palma de Mallorca
- 2011, Snowhite’s Secret Box – Museo ABC, Madrid
- 2012, Snowhite’s Secret Box – Pinacoteca Nazionale di Bologna
- 2014, T-Site Dainkanyama, Tokyo
- 2014, Ana Juan. Carteles 2002-2014 – La factoría de papel, Madrid
- 2014, Amantes, Carmilla, Frida y Snowhite – Museo de la ciudad, Querétaro
- 2017, Ana Juan. Dibujando al otro lado – Museo ABC, Madrid[15]
- 2017, El hombre del traje negro – Panta Rhei, Madrid
- 2019, Anna dei miracoli. Exposition à ciel ouvert organisée par #logosedizioni et CHEAP – via Indipendenza et via San Giuseppe, Bologne
- 2023 “Ana Juan. La grande battaglia”, Complesso San Paolo, Modena, à l’occasion du festival DIG[16]

## Expositions collectives
- 1991, Arco 91 – Ediciones Dos Negritos, Madrid
- 1992, Collage – Galería del Progreso, Madrid
- 1993, El canto de la tripulación – Galería Detursa, Madrid
- 1993, Bestiario – Galería del Progreso, Madrid
- 1994, El muro de Woodstock, Woodstock94, Woodstock
- 1995, Falsos originales – Galería Maeght, Barcelona
- 1995, L’homme sans tête – Galerie Michel Lagarde, Paris
- 1995, El objeto del arte – Fundación Juan March, Cuenca
- 1999, Tango – Galerie Contours, Hamburg
- 2001, Arco 2001 - Galería Sen, Madrid
- 2001, La elegancia del espíritu – Galería María José Castellví, Barcelona
- 2001, Mi mejor amigo – Galería Sen, Madrid
- 2001, Tipos ilustrados – Cromotex, Madrid
- 2012, Les couvertures du New Yorker – Galerie Martel, Paris
- 2016, Sobras de arte – La factoría de papel, Madrid
- 2017, Sobras de arte – La factoría de papel, Madrid
- 2017, El tercer año – La factoría de papel, Madrid
- 2017–18, Pasa página. Una invitación a la lectura – Museo Biblioteca Nacional de España, Madrid
- 2018, Under the Influence: The Private Collection of Peter De Sève – Society of Illustrators, New York[17]
- 2019, Milagros. Instituto Cervantes – Roma (avec Roger Olmos)[18]
- 2019, Milagros. Instituto Cervantes – Napoli (avec Roger Olmos)[19]
- 2020, The Turn of the Screw – Exposition online
- 2020, Bestiario para después de… – La factoría de papel, Madrid

## Œuvre
- 2001, Amantes, 1000 editions, Espagne
- 2001, Snowhite, Edicions de Ponent, Espagne
- 2002, Frida (écrit par Jonah Winter), Arthur Levine Books, USA
- 2004, Elena’s Serenade (écrit par Campbell Geeslin), Simon & Schuster, USA
- 2004, The Night Eater, Arthur Levine Books, USA
- 2006, For You Are a Kenyan Child (écrit par Kelly Cunnane), Simon & Schuster, USA
- 2007, Demeter (écrit par Bram Stoker), Edicions de Ponent, Espagne
- 2007, The Jewel Box Ballerinas (écrit par Monique de Varennes), Schwartz & Wade Books, Random House, USA
- 2008, Bibi y las bailarinas (écrit par Monique de Varennes), Alfaguara, Espagne
- 2008, The Elephant Wish (écrit par Lou Berger), Schwartz & Wade Books, Random House, New York, USA
- 2008, Cuentos esenciales (écrit par Guy de Maupassant, traduit par José Ramón Monreal), Literatura Random House, Espagne
- 2010, Amantes (traduit par Fabio Regattin), #logosedizioni, Italie
- 2010, Circus, #logosedizioni, Italie
- 2010, L’isola (écrit par Matz Mainka, traduit par Antonella Lami), #logosedizioni, Italie
- 2011, The Girl Who Circumnavigated Fairyland in a Ship of Her Own Making (écrit par Catheryne M. Valente), Feiwel & Friends, USA
- 2011, The Pet Shop Revolution, Arthur Levine Books, USA
- 2011, Snowhite (traduit par Antonella Lami et Bill Dodd), #logosedizioni, Italie
- 2011, Sorelle (écrit par Matz Mainka, traduit par Antonella Lami), #logosedizioni, Italie
- 2011, Cartoline Ana Juan, #logosedizioni, Italie
- 2011, Wakefield (écrit par Nathaniel Hawthorne, traduit par María José Chuliá), Nørdica Libros, Espagne
- 2012, Promesse (écrit par Matz Mainka), #logosedizioni, Italie
- 2012, Demeter (écrit par Bram Stoker, traduit par Antonella Lami), #logosedizioni, Italie
- 2012, The Girl Who Fell Beneath Fairyland and Led the Revels There (écrit par Catheryne M. Valente), Feiwel & Friends, USA
- 2013, The Girl Who Soared Over Fairyland and Cut the Moon in Two (écrit par Catheryne M. Valente), Feiwel & Friends, USA
- 2013, Carmilla (écrit par Sheridan Le Fanu, traduit par Juan Elías Tovar Cross), Fondo de cultura económica, México
- 2013, Otra vuelta de tuerca (écrit par Henry James, traduit par José Bianco), Galaxia Gutenberg, Espagne
- 2014, Mi querida Babel (musique et textes de Juan Pablo Silvestre, concept de Oscar Mariné), La mano cornutta, Espagne
- 2014, Ana Juan. Catalogo, #logosedizioni, Italie
- 2015, Carmilla (écrit par Sheridan Le Fanu, traduit par Francesca Del Moro), #logosedizioni, Italie
- 2015, Lacrimosa (écrit par Matz Mainka), #logosedizioni, Italie
- 2015, The Boy Who Lost Fairyland (écrit par Catheryne M. Valente), Feiwel & Friends, USA
- 2016, Hermanas (écrit par Matz Mainka), Edelvives, Espagne
- 2016, Frida (écrit par Jonah Winter, traduit par Fabio Regattin), #logosedizioni, Italie
- 2017, El hombre del traje negro (écrit par Stephen King, traduit par Íñigo Jáuregui), Nørdica Libros, Espagne
- 2018, Pelea como una chica (écrit par Sandra Sabates), Editorial Planeta, Espagne
- 2019, Anna dei miracoli (traduit par Valentina Vignoli), #logosedizioni (en collaboration avec CBM Italia), Italie
- 2019, Un milagro para Helen, Libros del zorro rojo, Espagne
- 2019, Otra vuelta de tuerca (écrit par Henry James, traduit par José Bianco), Lunwerg, Espagne
- 2020, La vida secreta de los gatos (écrit par Marta Sanz), Lunwerg, Espagne
- 2020, L’uomo vestito di nero (écrit par Stephen King, traduit par Silvia Fornasiero), Sperling & Kupfer, Italie
- 2020, Ortigas a manos llenas (écrit par Sara Mesa), librerías de La Conspiración de la Pólvora, Editorial La uÑa RoTa, Editorial Delirio, La Moderna editora, Espagne
- 2020, Revolución en la tienda de animales, Baobab, Planeta, Espagne
- 2021, La vita segreta dei gatti (écrit par Marta Sanz, traduit par Federico Taibi), #logosedizioni, Italia

## Couvertures
- 2006, La casa de los espíritus, de Isabel Allende, Debolsillo, España
- 2006, Retrato en sepia, de Isabel Allende, Debolsillo, España
- 2006, Mi país inventado, de Isabel Allende, Debolsillo, España
- 2011, Inés del alma mía, de Isabel Allende, Random House Mondadori, España
- 2011, El cuaderno de Maya, de Isabel Allende, Random House Mondadori, España
- 2011, La suma de los días, de Isabel Allende, Plaza & Janes Editores, España
- 2011, Hija de la fortuna, de Isabel Allende, Random House Mondadori, España
- 2011, La isla bajo el mar, de Isabel Allende, Random House Mondadori, España
- 2012, Amor, de Isabel Allende, Plaza & Janes Editores, España
- 2012, Cuentos de Eva Luna, de Isabel Allende, Plaza & Janes Editores, España
- 2015, Paula / La suma de los días, de Isabel Allende, Debolsillo, España
- 2017, Paula, de Isabel Allende, Debolsillo, España
- 2018, Eva Luna, de Isabel Allende, Debolsillo, España
- 2019, El plan infinito, de Isabel Allende, Debolsillo, España
- 2020, El libro de los anhelos, de Sue Monk Kidd, Ediciones B, España
- 2020, De amor y de sombra, de Isabel Allende, Plaza & Janes Editores, España

## Couvertures pourThe New Yorker
- 13 juillet 1998, New Yorker July 13th, 1998
- 2 août 1999, City in Mourning
- 31 juillet 2000, A Star is Born
- 2 octobre 2000, Page-turner
- 4 mars 2002, Let the Fur Fly
- 16 septembre 2002, Dawn Over Lower Manhattan
- 14 avril 2003, Action
- 2 février 2004, Huddling for Warmth
- 10 mai 2004, Open Wound
- 27 septembre 2004, Brought to Heel
- 13 et 20 juin 2005, Début on the Beach
- 12 septembre 2005, Requiem
- 3 mars 2008, Fading
- 10 mars 2008, Blossoms
- 1 septembre 2008, Object of Desire
- 8 février 2010, Baby, it’s Cold Outside
- 29 mars 2010, Homage
- 12 septembre 2011, Reflections
- 25 mars 2013, Art and Architecture
- 27 mai 2013, Defiance[20]
- 24 mars 2014, Metamorphosis[21]
- 19 janvier 2015, Solidarité[22]
- 19 et 26 décembre 2016, Yule Dog[23]
- 8 octobre 2018, Unheard[24]

## Autres projets
- 2002, Affiche du film A Snake of June, de Kayju Teather et Shinya Tsukamoto, Japon
- 2002, Couverture Venti4 Magazine Imperi dei sensi
- 2006, Affiche du Latin Beat Film Festival
- 2006, Affiche du Feria del Libro de Madrid
- 2007, Affiche du Latin Beat Film Festival
- 2008, Affiche du Latin Beat Film Festival
- 2010, Affiche du Latin Beat Film Festival
- 2011, Affiche de la Campagne de promotion de la lecture de la Fondation Bromera
- 2012, Affiche du Cirque Jules Verne, Saison Équestre 2012–13
- 2012, Isabel Allende slipcase, Random House Mondadori
- 2013, Affiche du Latin Beat Film Festival
- 2020, Tarot Cats, Fournier
- 2020, Affiche du XXIX Festival Internacional en el Camino de Santiago

## Sources
- Spain is Culture

- Site officiel
- Ressources relatives à la littérature :   - Base de datos de premiados
  - Internet Speculative Fiction Database
- Ressources relatives à la bande dessinée :   - Lambiek Comiclopedia
  - Tebeosfera
- Ressource relative aux beaux-arts :   - Artists of the World Online
- Ressource relative à la musique :   - MusicBrainz
- Notices d'autorité :   - VIAF
  - ISNI
  - BnF (données)
  - IdRef
  - LCCN
  - GND
  - Italie
  - Japon
  - Espagne
  - Pays-Bas
  - Israël
  - NUKAT
  - Catalogne
  - Tchéquie
  - Portugal
  - Brésil
  - Corée du Sud
  - WorldCat